# Gira de los Wallabies en 1997
La Gira de Wallabies por Argentina y Gran Bretaña en 1997 fue un tour internacional de rugby de los australianos, que tuvo lugar en Argentina y Reino Unido desde el 25 de octubre al 22 de noviembre de 1997.

## Gira
La serie enfrentó a la selección de Australia ante las diferentes uniones provinciales de rugby de Argentina, la selección Argentina, la selección de Escocia y a la selección inglesa. Las sedes fueron: San Miguel de Tucumán, Rosario, Buenos Aires, Edimburgo y Londres. Los australianos disputaron 7 partidos, obteniendo 5 victorias, un empate y una derrota.

## Partidos
| 25 de octubre de 1997 | Tucumán | 15 – 16 | Wallabies | Estadio Monumental José Fierro, Atlético, San Miguel de Tucumán |  |
|                       |         |         |           | Asistencia: 30.000 espectadores                                 |  |

| 29 de octubre de 1997 | Rosario | 29 – 40 | Wallabies | Duendes, Rosario |  |

| 5 de noviembre de 1997 | URBA | 17 – 40 | Wallabies | Buenos Aires Cricket & Rugby Club, Gran Buenos Aires |  |

## Test matches

### Primera fecha
| 1 de noviembre de 1997 | Los Pumas | 15 – 23 | Wallabies | Estadio Arquitecto Ricardo Etcheverri, Buenos Aires |  |

### Segunda fecha
| 8 de noviembre de 1997 | Los Pumas | 18 – 16 | Wallabies | Estadio Arquitecto Ricardo Etcheverri, Buenos Aires |  |

### Tercera fecha
| 15 de noviembre de 1997 | Inglaterra | 15 – 15 | Wallabies | Estadio de Twickenham, Londres |  |

### Cuarta fecha
| 22 de noviembre de 1997 | Escocia | 8 – 37 | Wallabies | Estadio Murrayfield, Edimburgo |  |